# Ven y ven... al Eslava
Ven y ven... al Eslava es un espectáculo musical de revista estrenado en el Teatro Eslava de Madrid el 20 de diciembre de 1958. Se trata de la continuación de Te espero en el Eslava, estrenada un año antes con casi el mismo elenco. Llegó a convertirse en uno de los mayores éxitos populares de la década en el panorama teatral español.

## Argumento
Con continuos gags humorísticos la representación se centraba en los números musicales de la protagonista, acompañada por un coro de vedettes, siempre constreñido por la férrea censura de la España franquista del momento.

## Elenco
Dirigida y producida por Luis Escobar, con música de los maestros Álvarez Cantos, Moraleda y Romo, decorados de Antonio Mingote y coreografía de Karen Taft y Alberto Portillo, fueron sus protagonistas Nati Mistral, Tony Leblanc, Raquel Rodrigo, Pilar Clemens, Pedro Osinaga, Fernando Cebrián, María Luisa Merlo, María Escudero, María Rosa Encinas,. Supuso además, el debut sobre los escenarios de quien más tarde sería una de las más consagradas actrices españolas: Concha Velasco.